# Estação de Versailles-Château-Rive-Gauche
A Estação de Versailles-Château-Rive-Gauche (anteriormente conhecida como Estação de Versailles-Rive-Gauche - Château de Versailles até fevereiro de 2012) é uma estação ferroviária francesa localizada na comuna de Versalhes, no departamento de Yvelines na região da Ilha de França. É um dos terminais da linha C do RER.
A palavra "Château" vem de sua proximidade com o Palácio de Versalhes; os termos "Rive-Gauche" podem ser explicados pelo fato de estar localizada em uma linha estabelecida, com partida de Paris, na margem esquerda do Sena.

## Situação ferroviária
Estabelecida a 130 metros de altitude, a estação, fim de linha, de Versailles-Château-Rive-Gauche está situada no ponto quilométrico (PK) 17,626 da linha de Invalides a Versailles-Rive-Gauche, após a estação de Porchefontaine.
Esta estação possui três plataformas (duas centrais e uma lateral) para cinco vias sem saída (mais uma via de serviço).

## História

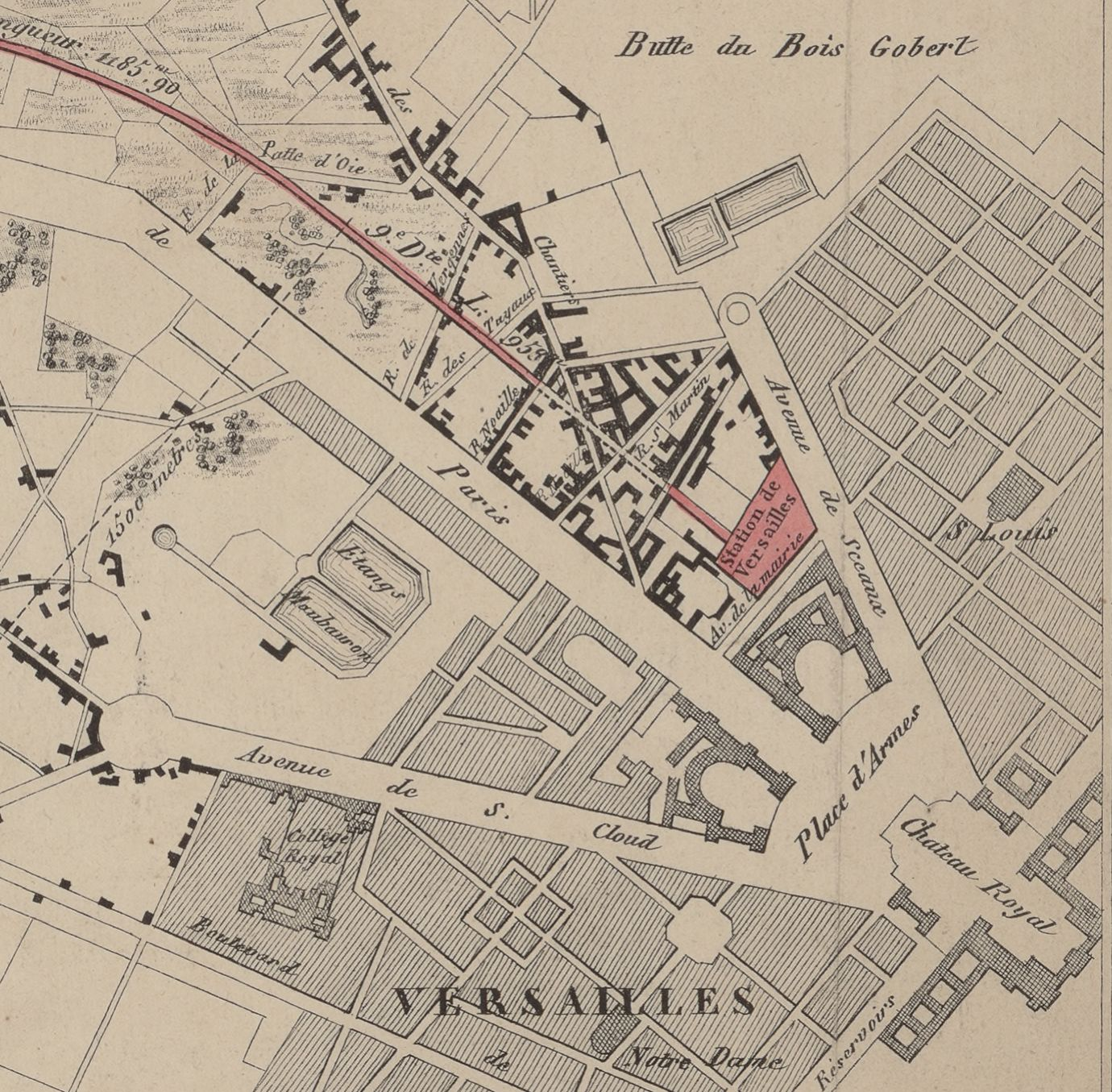
Planta do local da estação (1838)

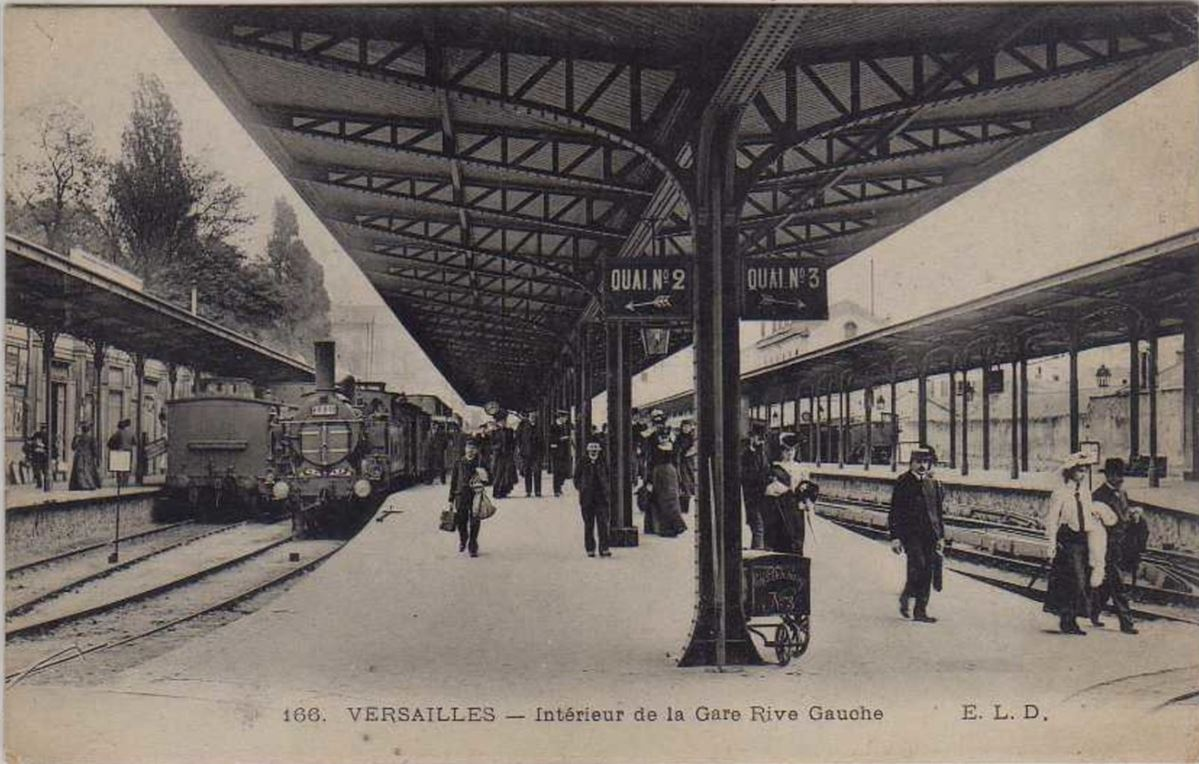
As plataformas da estação no início do século XX

A inauguração da estação de Versailles-Rive-Gauche, no bairro Saint-Louis, ocorreu em 10 de setembro de 1840 durante a inauguração da linha de Paris a Versalhes pela margem esquerda do Sena. Sua origem é o Embarcadère du Maine (estação primitiva da Gare de Paris-Montparnasse). O projeto foi financiado por Achille Fould. Camille Polonceau é responsável por sua operação.
Foi reconstruída quando a cidade acolheu o governo e a Câmara dos Deputados, de 1871 a 1879.
Em fevereiro de 2012, o STIF, a SNCF e o município de Versalhes decidiram mudar o nome da estação, a fim de facilitar a orientação dos turistas. Também foram executadas as obras de renovação das coberturas de vidro, em mau estado, com um custo de 500 000 euros. É a estação mais próxima do Palácio de Versalhes (cerca de 500 m até o portão de entrada do palácio, via avenue de Sceaux). Para facilitar o acesso ao local para muitos visitantes, o antigo nome da estação incluía, no entanto, a menção Château de Versailles. Seu novo nome agora inclui a menção histórica Rive-Gauche no subtítulo.
Em 2016, segundo estimativas da SNCF, a frequência anual da estação foi de 7 655 563 passageiros após 7 894 800 passageiros em 2015 e 7 887 587 passageiros em 2014.

## Serviço de passageiros

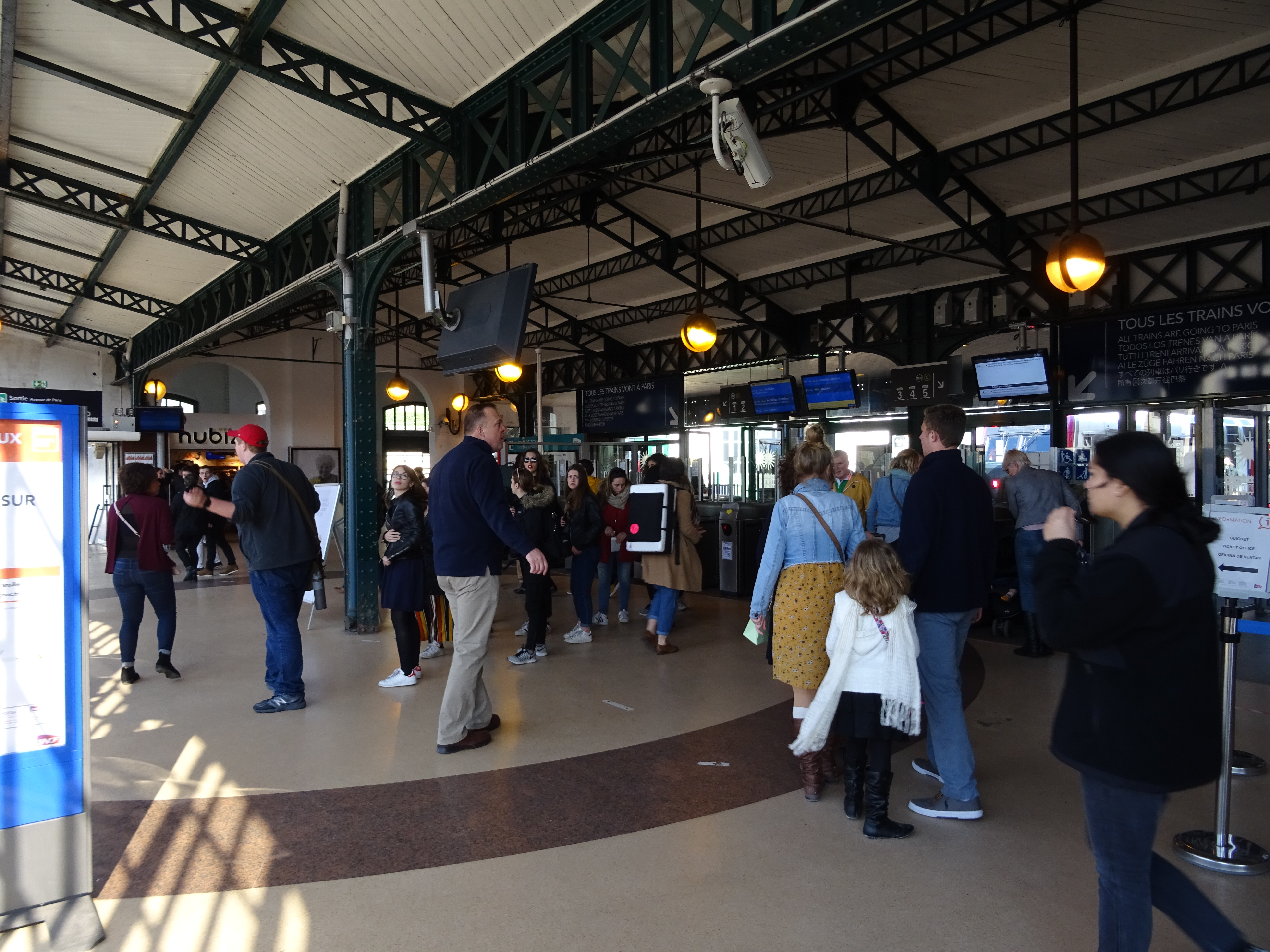
O salão da estação

### Recepção
Estação SNCF, ela tem um edifício de passageiros com balcões abertos todos os dias. É equipado com autômatos Transilien e grandes linhas. Instalações, equipamentos e serviços estão disponíveis para pessoas com mobilidade reduzida. Conta com uma banca de revistas Relay e uma loja de croissants, além de máquinas de venda automática de bebidas quentes e frias e doces, uma cabine fotográfica automática, uma copiadora e uma cabine telefônica.

### Ligação
Versailles-Château-Rive-Gauche é o terminal C5 da linha C do RER. É a estação original das missões JILL e CIME e a estação final da missão VICK.

### Intermodalidade
A estação é servida por:
linhas 1, 2, 3, 10, 13, 22 e 103 da rede de ônibus Phébus
linhas 261, 262, 263, 39.12 e 39.40D da empresa de transporte SAVAC
linhas 11, 111, 111A, 111B e 111C da empresa Hourtoule
linhas 401, 439 e 440 da rede de ônibus Sqybus
linhas 40 e 44 da empresa de transporte STAVO
Expresse a linha 1 do estabelecimento Transdev em Montesson Les Rabaux e, à noite, pela linha N145 da rede Noctilien.
A estação possui um bicicletário Véligo.

Fachada renovada
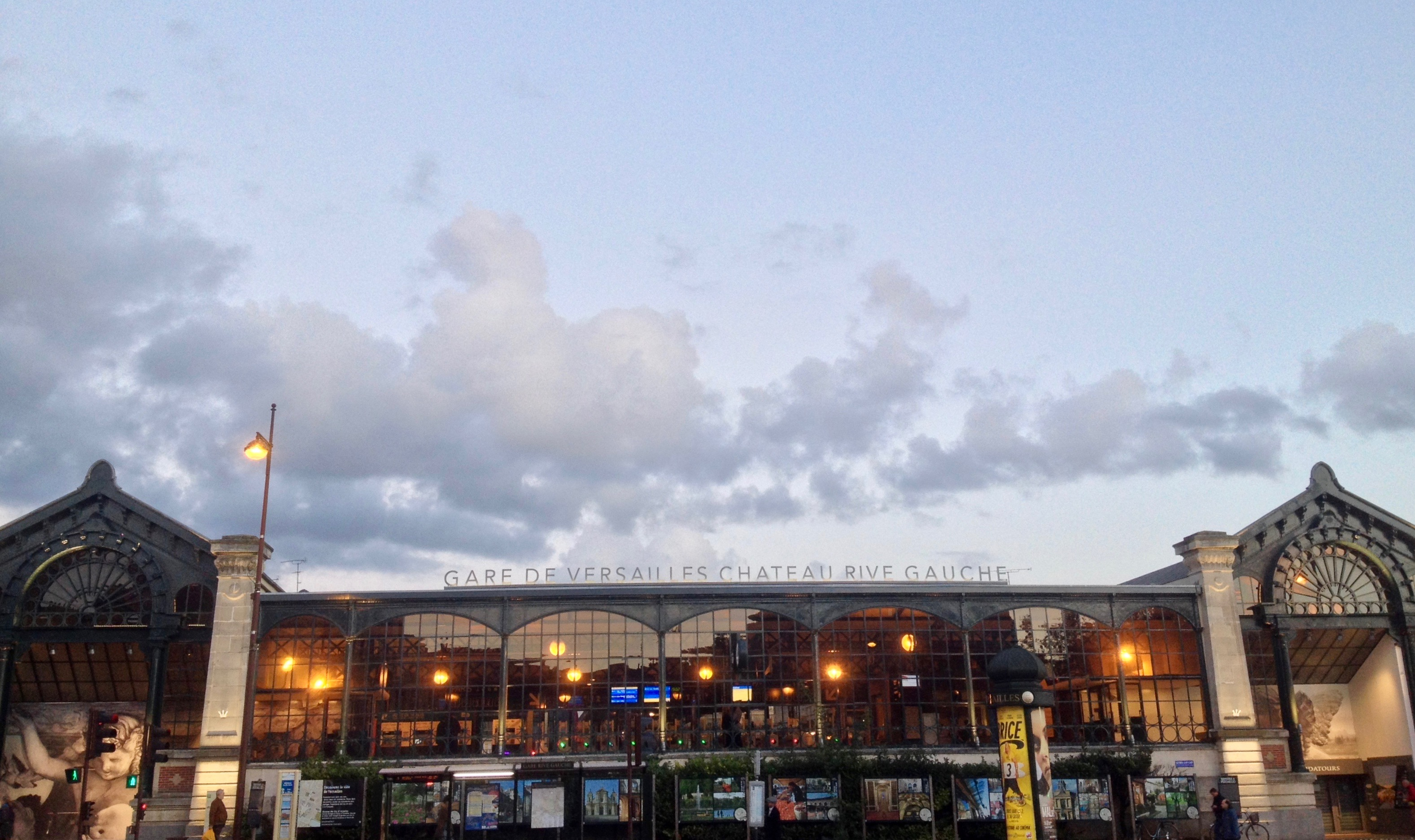
Fachada renovada com o termo Versailles Château Rive Gauche.
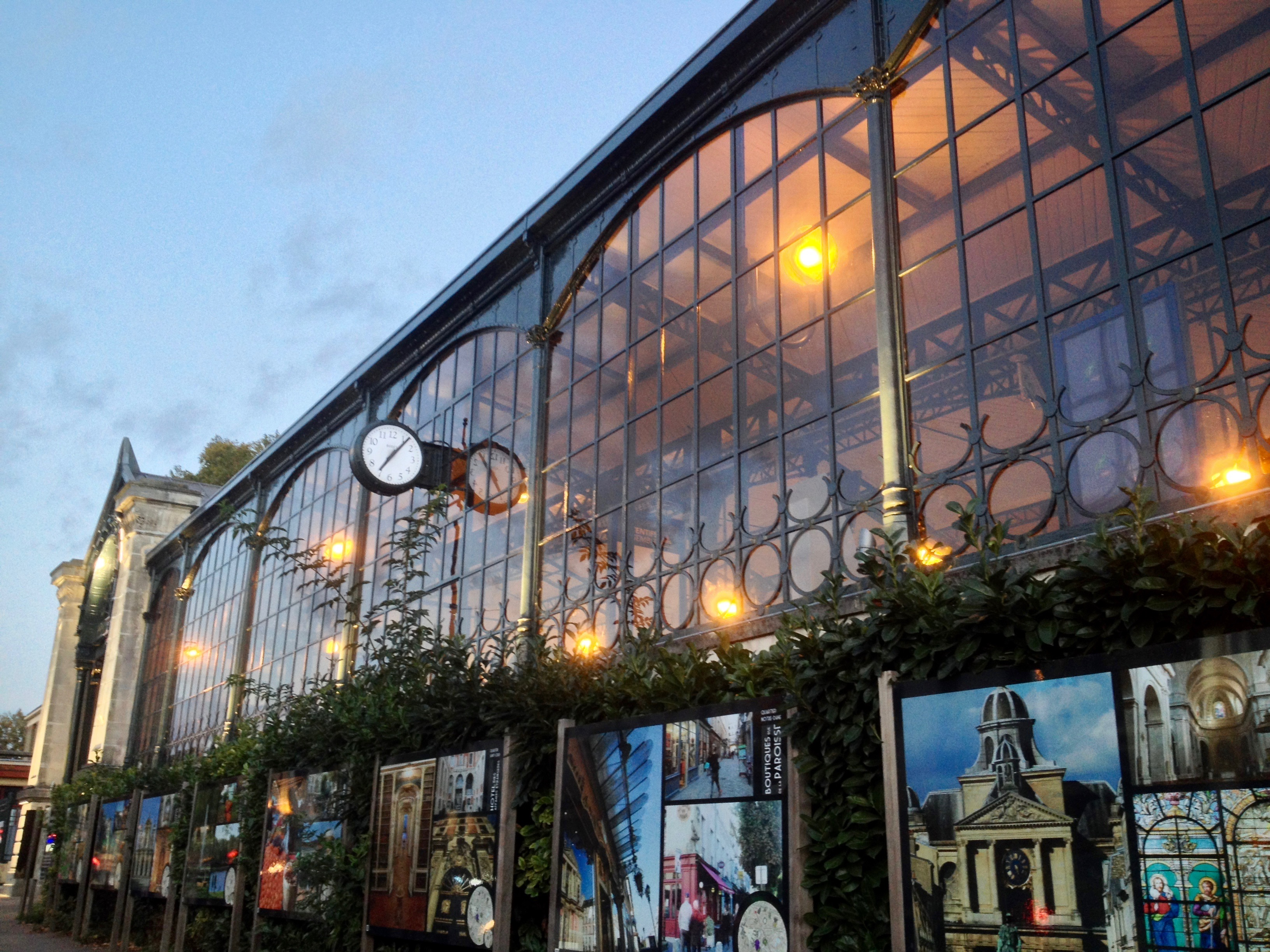
Telhado de vidro renovado.
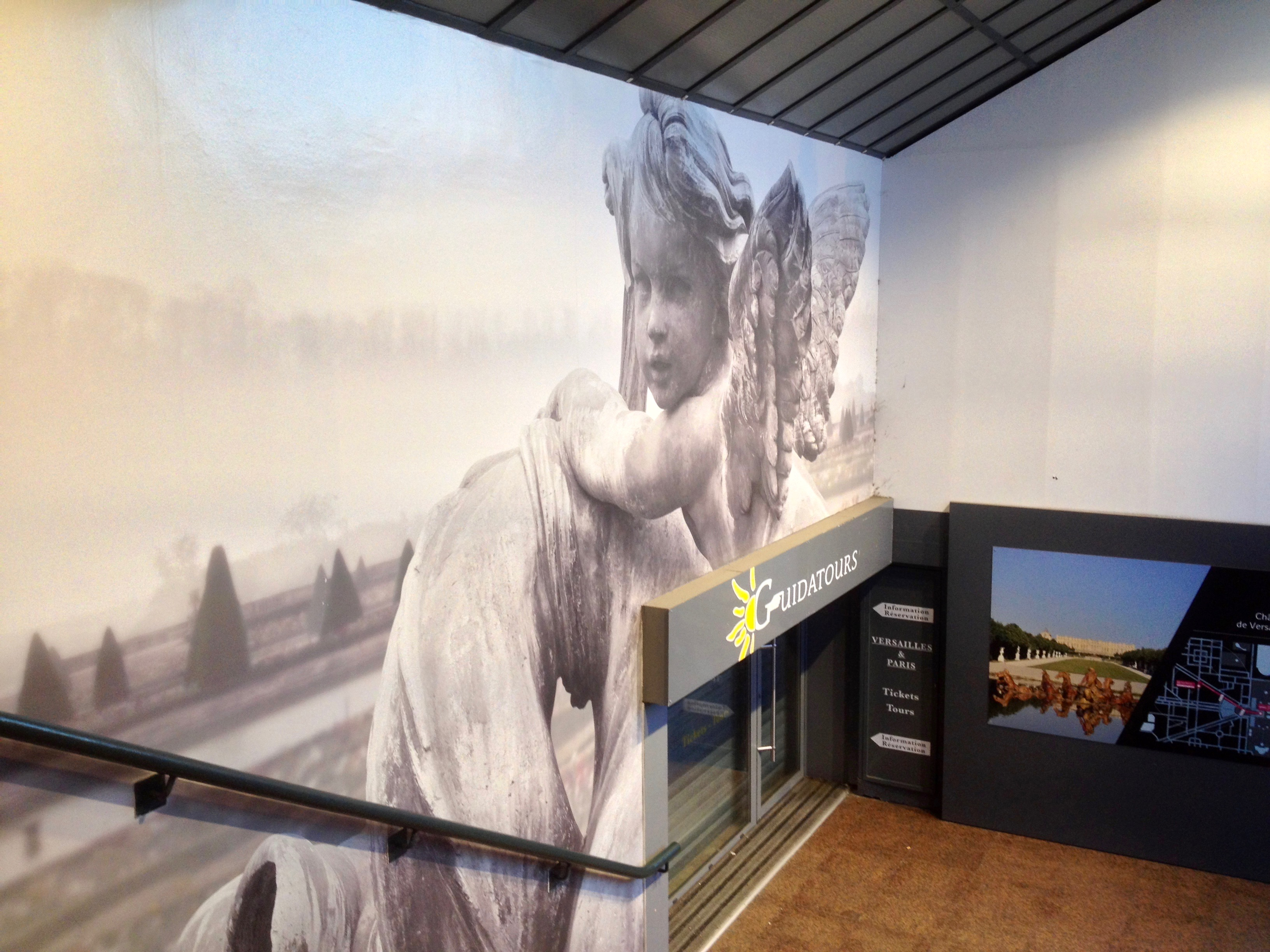
Um dos conjuntos na entrada da estação, de Didier Saulnier e Sébastien Looren, 2015.

## Projeto de linha de corredor
Em 2007, foi planejada a construção de uma linha de corredor, principalmente para ligar Pont Colbert ao Hospital André Mignot em Le Chesnay, atendendo às três estações da SNCF em Versalhes. Na ausência de financiamento, nenhuma data de lançamento está esperada.

## Galeria de fotografias

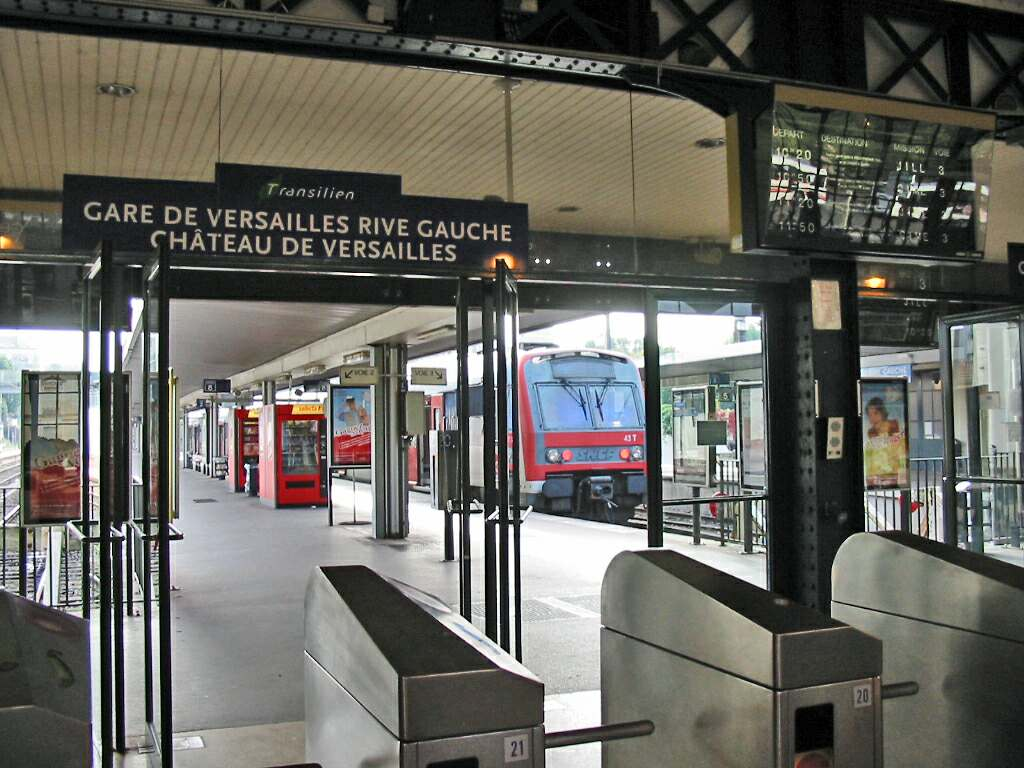
As plataformas (antes da mudança de nome).
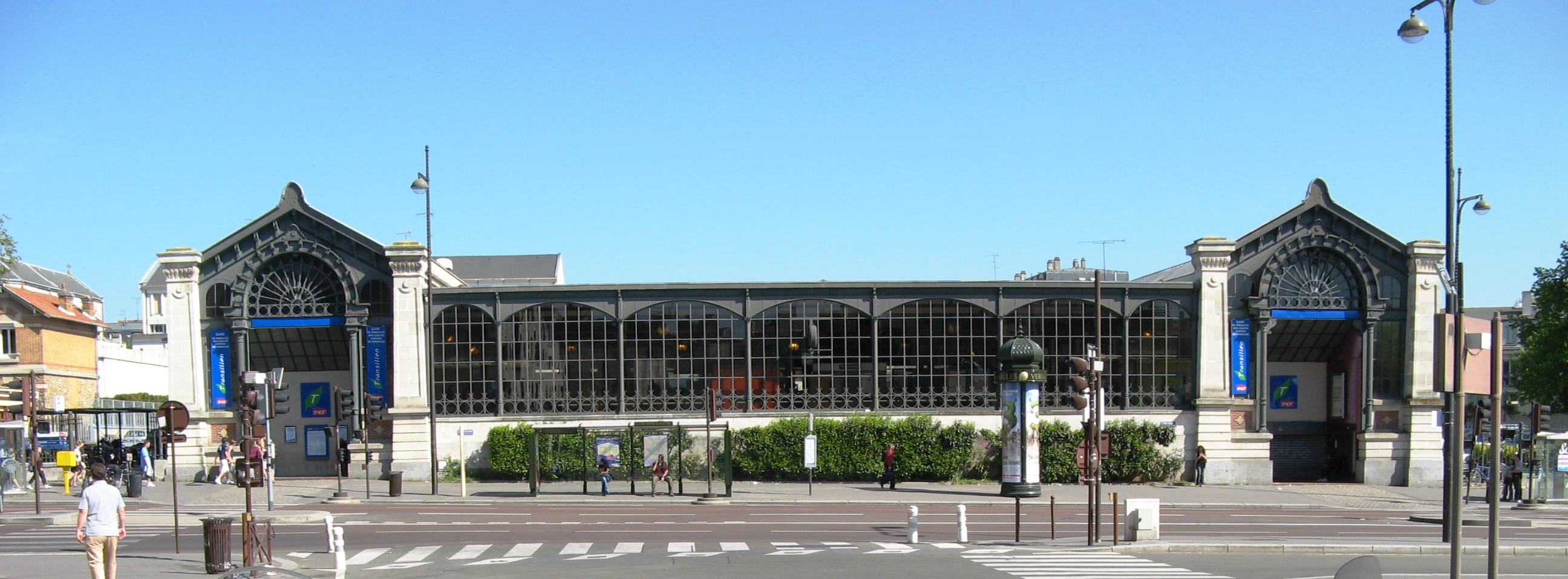
A fachada.
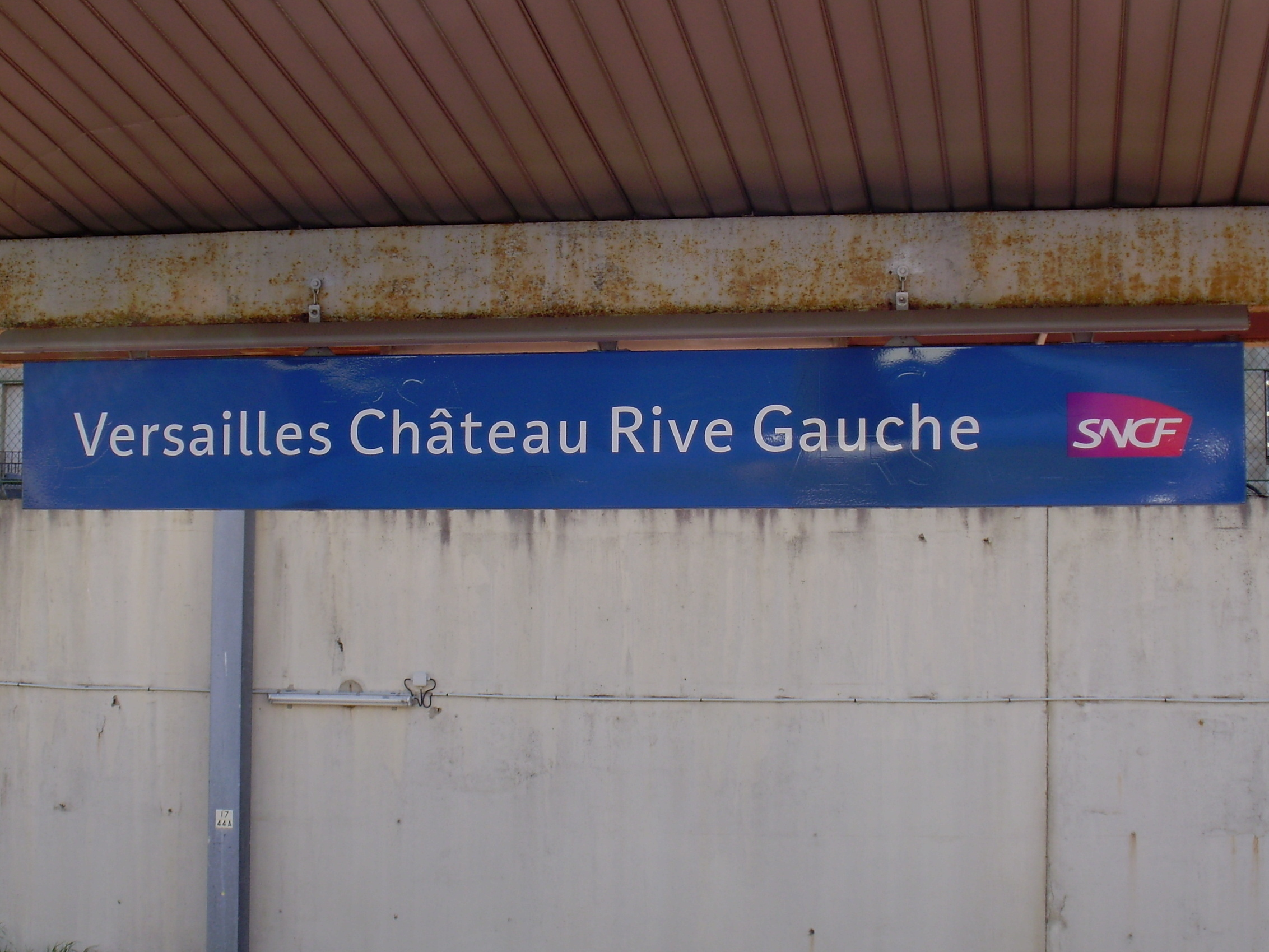
Painel em uma plataforma (após a mudança de nome).
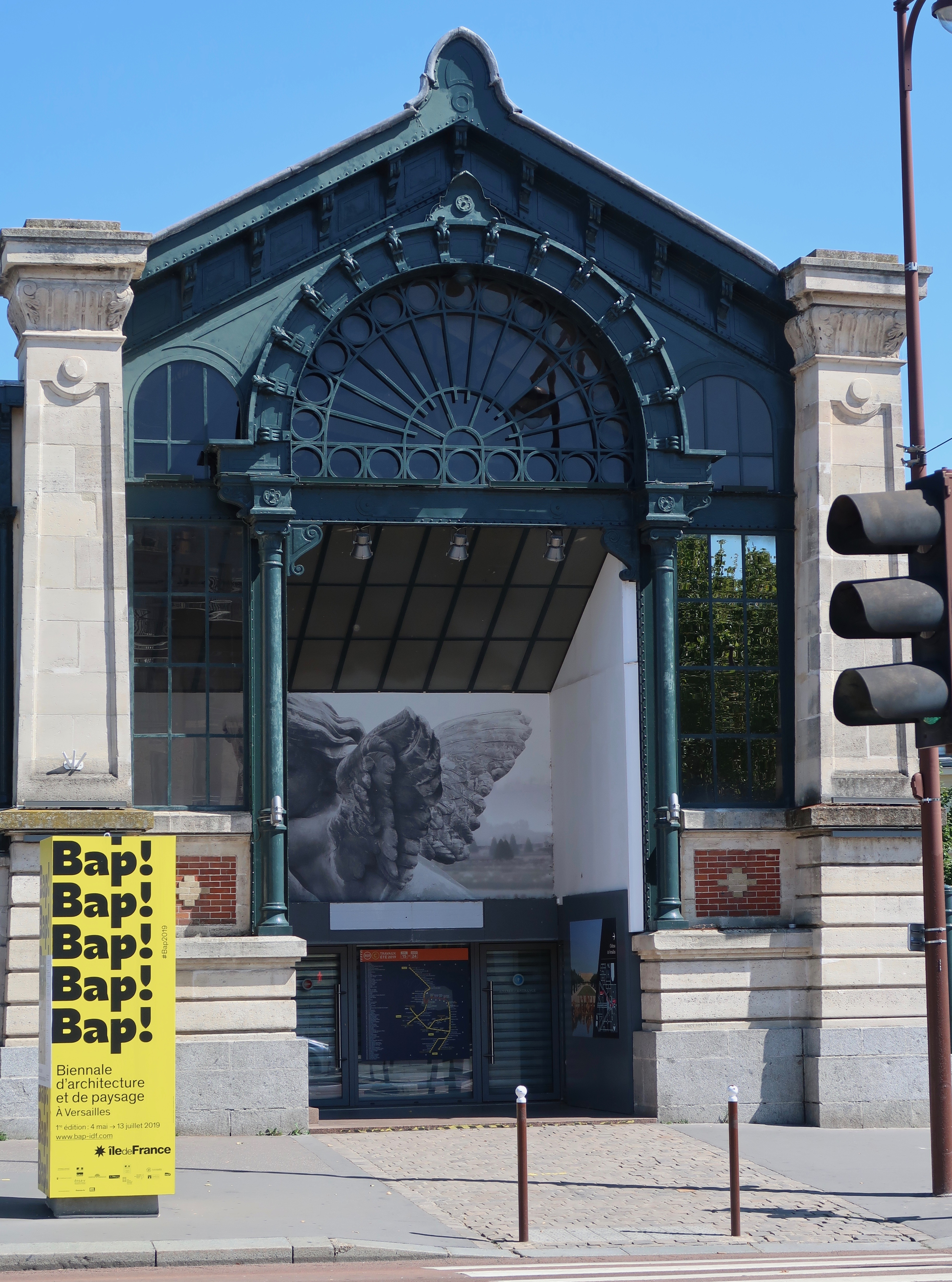
Pavilhão direito.